# 金子啓明
金子 啓明（かねこ ひろあき、1947年3月1日 - ）は、日本の美術史学者。専門は日本彫刻史。東京国立博物館名誉館員。

## 来歴・人物
東京都出身。慶應義塾大学大学院修士課程修了後、東京国立博物館にて仏像彫刻史を研究。同館にて彫刻室長、法隆寺宝物室長、企画課長、事業部長、副館長を歴任。慶應義塾大学文学部教授、日本大学芸術学部客員教授、興福寺国宝館館長(2008年～2018年）などを務めた。
東京国立博物館の企画展として「金銅仏 中国・朝鮮・日本」展(1987年)、「大和古寺の仏たち」(1993年)、「法隆寺献納宝物」(1996年)、「仏像 一木にこめられた祈り」(2006年)、「国宝 薬師寺展」(2008年)、「国宝 阿修羅展」(2009年)などを手がけ、成功に導いた。特に「国宝　阿修羅展」の会期中(61日間)の総入場者数は94万6172人を記録し、同博物館の日本美術の展覧会として史上最多となった。

## 著書
- 『日本の古寺美術10　西大寺』（保育社,1987）
- 『金銅仏――中国・朝鮮・日本』（東京国立博物館,1987）
- 『新編名宝日本の美術13　運慶・快慶』（小学館,1991）
- 『日本の美術314　文殊菩薩』（至文堂,1992）
- 『もっと知りたい興福寺の仏たち（アート・ビギナーズ・コレクション）』（東京美術,2009）
- 『もっと知りたい法隆寺の仏たち（アート・ビギナーズ・コレクション）』（東京美術,2012）
- 『仏像のかたちと心――白鳳から天平へ』（岩波書店,2012）
- 『運慶のまなざし――宗教彫刻のかたちと霊性 』（岩波書店,2017）